# Salses-le-Château
Salses-le-Château (em catalão:  Salses) é uma comuna francesa na região administrativa da Occitânia, no departamento dos Pirenéus Orientais. Estende-se por uma área de 71.28 km², com 3.511 habitantes, segundo o censo de 2018, com uma densidade de 49 hab/km².